# Félix Córdova Dávila
Félix Lope María Córdova Dávila (Vega Baja, 20 de noviembre de 1878 - San Juan, 3 de diciembre de 1938) fue un político y juez puertorriqueño, que se desempeñó como el cuarto comisionado residente de Puerto Rico en la Cámara de Representantes de los Estados Unidos y luego como juez del Tribunal Supremo de Puerto Rico. Su hijo, Jorge Luis Córdova también desempeñó dichos cargos.

## Biografía

### Primeros años
Asistió a la escuela pública en Manatí y luego se trasladó a Washington, D. C. Allí se graduó de la National University Law School, actual Escuela de Leyes de la Universidad George Washington. Comenzó a ejercer la abogacía en 1903 en San Juan.

### Carrera
A partir de allí asumió una sucesión de oficinas locales en Puerto Rico. Fue designado por el gobernador William Henry Hunt como juez del tribunal municipal de Caguas en 1904 y luego se desempeñó como juez del tribunal municipal de Manatí desde 1904 hasta 1908. Se desempeñó como fiscal de distrito de Aguadilla en 1908, como juez del tribunal de distrito de Guayama de 1908 a 1910; juez del tribunal de distrito de Arecibo de 1910 a 1911; y juez del tribunal de distrito de San Juan de 1911 a 1917.
El 16 de julio de 1917, fue elegido candidato del Partido Unión de Puerto Rico para servir como comisionado residente de Puerto Rico en los Estados Unidos, sucediendo a Luis Muñoz Rivera, quien había fallecido el mes de noviembre anterior y lo había recomendado como su sucesor. Córdova Dávila fue reelecto por cuatro años como comisionado residente en 1920, 1924 y 1928. Durante su cargo, intentó enmendar la Ley Foraker para dar un mayor autogobierno a la isla y permitir a la población establecer su propia constitución y elegir su propio gobernador mediante el sufragio universal. Estas propuestas fracasaron debido a la oposición del entonces Secretario de Guerra de los Estados Unidos, John Wingate Weeks. En 1926, abandonó el Partido Unión por oponerse a la alianza con el Partido Republicano de Puerto Rico.

### Últimos años
El 11 de abril de 1932 renunció como comisionado residente después de haber sido nombrado por el presidente Herbert Hoover como Juez Asociado del Tribunal Supremo de Puerto Rico. Ocupó ese cargo hasta el 31 de marzo de 1938 cuando se retiró de la corte debido a un cáncer de próstata. Falleció en Condado (Santurce), San Juan, el 3 de diciembre de 1938.
Una escuela en el municipio de Manatí lleva su nombre.